# Anton Fürnstein
Johann Anton Ignaz Fürnstein  (* 7. Juli 1783 in Falkenau an der Eger, Böhmen als Joan Antonius Ignatius Firnstein; † 11. November 1841 ebenda) war ein deutscher Naturdichter. 
Seine Gedichte erweckten die Aufmerksamkeit Johann Wolfgang von Goethes, der drei Gedichte Fürnsteins in seiner Zeitschrift Über Kunst und Altertum veröffentlichte.

## Leben
Anton Fürnstein wurde in Falkenau als Sohn des Bürgers und Müllermeisters Johann Georg Fürnstein (1741–1802) und der Theresia, geb. Zürchauer (1747–1803) geboren. In seinem siebten Lebensjahr erkrankte er schwer, so dass er kontrakte verdrehte Glieder bekam und seine Hände nur mit Mühe benutzen, die Beine aber kaum bewegen konnte. Diese auf ein möglicherweise spastisches oder kontraktives Geschehen hinweisende Erkrankung machte ihm den Besuch einer höheren Schule unmöglich. Dennoch gelang es ihm nach und nach, seine Hände zu bewegen, Schreiben zu lernen und seine Bildung selbst aus Büchern durch gründliches und eifriges Studium zu erwerben. Besonders intensiv befasste er sich mit den deutschen Dichtern. Nach und nach entwickelte er ein poetisches Talent.
Wenn er dem Lärm der Faßbinderwerkstatt seines Schwagers (Franz Zürchauer, vermählt mit seiner Schwester Maria Theresia Fürnstein), wo er nach dem Tod seiner Eltern lebte, entgehen und dichten wollte, schob man ihn in seinem Rollstuhl vor die Tore der Stadt. Dort erfüllte ihn nach eigenen Angaben die Schönheit der Natur mit tief beglückenden und frommen Empfindungen. Die meisten seiner Gedichte geben diese Eindrücke wieder. Fürnstein bezeichnete sein trauriges Los stets als ein noch immer beneidenswertes, weil ihm die Gabe der Dichtung und die Liebe seiner Freunde eine reiche Entschädigung für seine körperlichen Gebrechen schienen. Fürnsteins Geschwister, ein Bruder und drei Schwestern, kümmerten sich liebevoll um ihren Bruder.
1818 bildete sich in Falkenau ein Dichterverein aus jungen Männern, die sich gegenseitig zum Verfassen und Vortragen poetischer und auch wissenschaftlicher Werke anregten. Alle vierzehn Tage trugen die Mitglieder Aufsätze mit poetischem Schwerpunkt vor. Fürnstein gehörte zu den Vereinsgründern und zählte zu dessen talentiertesten Mitgliedern.
Als der Dichterverein Falkenaus sich später wieder auflöste, bewarb sich Fürnstein erfolgreich um die Stelle der Lottokollektur (1837), um seinen Lebensunterhalt zu bestreiten. Diese hatte er bis zu seinem Tode inne. Anton Fürnstein starb am 11. November 1841 in Falkenau Nr. 182 als Bürger und K.u.k. Lotteriekolektant an einem Nervenschlag infolge einer erschöpfenden Eiterung eines Mittelfleischabzesses.

## Förderung durch Goethe
Als Goethe am 3. August 1822 mit dem Egerer Polizeirat Joseph Sebastian Grüner Falkenau besuchte und dabei auch mit dem dortigen Bergmeister Ignaz Lößl (1782–1849) zusammentraf, um dessen Mineralienkabinett zu besuchen, wurden Goethe von Lößl auch einige Gedichte des Dichtervereins, insbesondere die von Fürnstein vorgelegt, wobei Lößl auf die körperlichen Gebrechen, die fehlende Schulbildung und zugleich die umfangreiche Eigenausbildung Fürnsteins hinwies.
Goethe selbst schreibt in seinen Tagebüchern über den Besuch in Falkenau: einem wohlgebauten Orte ... den ich gar oft, nach Carlsbad fahrend, gar anmuthig im Thale an der Eger liegen sah... über die Begegnung mit Fürnstein: ...Man legte auch Gedichte eines Naturmenschen vor, namens Firnstein, auf dessen, seit dem siebenten Jahr kontractem Körper sich ein sehr guter Kopf ausgebildet hat. Seine Arbeiten tragen völlig den Stempel der sogenannten Naturdichter....'. Als er am Folgetag, dem 4. August 1822, eine Begegnung mit Fürnstein arrangiert hatte, schrieb Goethe, ...sah ich ihn (Fürnstein) auf meinen Pfaden in seinem Sesselwägelchen zusammengekrümmt – ein herzergreifender Anblick, denn gekauzt, wie er war, hätte man ihn mit einem mäßigen Cubus bedecken können. Er begrüßte mich freundlich, deutete auf sein Elend und bezeugte guten Muth, indessen ich ihn kaum anzusehen wagte. Bei flüchtigem Blicke mußte ich gar bald erkennen, wie aus diesem entstellten Körper sich ein Cerebralsystem herausgebildet hatte, womit eine regelmäßige Gestalt gar wohl hätte zufrieden sein könnten.... Goethe erkannte sein Talent und beschloss, es zu fördern, indem er ihm die Aufgabe stellte, ein Gedicht über den Hopfenanbau zu verfassen. Nach dem Abschied von Fürnstein sei er sichtlich betroffen gewesen.
Fürnstein setzte die Aufgabe um, die Goethe ihm gestellt hatte, und verfasste sein Gedicht Der Hopfenbau.
Als es Goethe vorlag, schrieb er darüber: Wie er diese Aufgabe gelöst, wie er thätig beginnt, und Alles, was zu thun ist, Eines nach dem Andern einschärft, dabei ein sittliches Wort mit einschlingt, immer so fort fährt und diese Reben den Weinreben anzunähern versteht, bedarf keiner Auslegung; das ganze liegt hellheiter und unter sonnigem günstigen Himmel, und wird von einem Jeden an Ort und Stelle, besonders zu recht thätiger Arbeitszeit, gewiß mit dem größten Interesse empfunden werden. Ich möchte diese Gedichte die aufsteigenden nennen, sie schweben noch am Boden, verlassen ihn nicht, gleiten aber sanft darüber hin. Goethe rühmte an Fürnsteins Gedichten eine gewisse Anmut, die Gegenwart der offenen Natur, Behagen an einer sich beschränkenden Geselligkeit, Genuss und Hoffnung und einen menschlich edlen Ernst.
Goethe veröffentlichte 1823 Fürnsteins Gedichte Der Hopfenbau, An den April und Ermunterung an den Winter in seiner Zeitschrift Über Kunst und Altertum. Im selben Jahr stellte Goethe ihm die Aufgabe, ein Webergedicht zu verfassen.
Die Originalhandschriften Fürnsteins galten schon 1882 als verschollen. Seine Werke wurden vom Verein für Geschichte der Deutschen in Böhmen in einem Sonderdruck und 1880 von Ludwig Schlesinger komplett veröffentlicht.

## Werke
- Der Hopfenbau